# Día del Psicólogo (Argentina)
El Día del Psicólogo se celebra en Argentina el día 13 de octubre.

## Historia
Esta fecha hace referencia al Primer Encuentro Nacional de Psicólogos y Estudiantes de Psicología, que se realizó en la ciudad de Córdoba, Argentina, del 11 al 13 de octubre de 1974. Lo convocó la Confederación de Psicólogos de República Argentina (Copra). Esta organización, primera manifestación orgánica de los profesionales psicólogos, se había constituido a fines del año anterior y estaba integrada en sus comienzos por representantes de las asociaciones de psicólogos de Capital Federal, Córdoba, La Plata y San Luis y miembros provenientes de otros puntos del país donde aún se encontraban en proceso de constitución las respectivas organizaciones gremiales.
La primera comisión directiva estuvo presidida por Elena Roberto e integrada por Delfín Gialluca, Óscar Strada, Aníbal Lentini, Edgardo Musso y Horacio Santángelo. 
En 1977, la Copra se disolvió y se reorganizó con el nombre de Federación de Psicólogos de la República Argentina (FePRA). Su presidenta, Beatriz Perossio, que también presidía la Asociación de Psicólogas y Psicólogos de Buenos Aires (APBA), resultó desaparecida.